# Garsa del Magrib
La garsa del Magrib (Pica mauritanica) és una espècie d'ocell recentment distingida de la família dels còrvids de l'ordre dels passeriformes, que es troba al nord-oest d'Àfrica.

## Vista i oïda
La garsa del Magrib és molt similar a la garsa (P. pica) tal com era fins fa poc era tractada com a subespècie. No obstant això, té proporcions lleugerament diferents amb ales molt més curtes però amb la cua més llarga. De forma característica, una barra de color blau és la taca del cap al darrere de l'ull. A més, la propagació del blanc a l'abdomen és més estreta. Els sons també semblen més variats.

## Distribució i sistemàtica
La garsa del Magrib es troba al nord d'Àfrica des del nord-est de Mauritània fins al Marroc, Algèria i Tunísia. Es considerava anteriorment com a subespècie la garsa (Pica pica) i l'espectacle encara ho fa. Els estudis de l'ADN mostren, no obstant això, que està genèticament ben separada, l'espècie germana a tot el complex tributari que també conté la garsa de Hudson (Pica hudsonia) i la garsa de bec groc (Pica nuttalli). Es tracta com monotípic, és a dir, no es divideix en cap subespècie.

## Forma de vida
La garsa del Magrib es troba en un camp obert amb arbres dispersos o boscos, fins i tot a terres de conreu. És com totes les garses que són omnívores, però ocupa la majoria dels invertebrats. La biologia de reproducció no està molt ben descrita, però probablement es reprodueixen a principis d'any amb observacions d'anidacions des de desembre a gener.

## Estat i amenaces
L'espècie té una gran àrea de distribució i una gran població amb un desenvolupament estable i no es creu que estigui exposada a cap amenaça substancial. Basant-se en aquests criteris, la unió internacional de la conservació classifica les espècies de la UICN com a risc mínim (LC).